# Le Palais-sur-Vienne
Le Palais-sur-Vienne település Franciaországban, Haute-Vienne megyében. Lakosainak száma 5861 fő (2022. január 1.). Le Palais-sur-Vienne Rilhac-Rancon, Limoges, Panazol, Saint-Just-le-Martel és Saint-Priest-Taurion községekkel határos.

## Népesség
A település népességének változása:
| Lakosok száma | 6061 | 6044 | 6164 | 6042 | 6038 | 6023 | 6008 | 5947 | 5861 |
|               | 2013 | 2015 | 2016 | 2017 | 2018 | 2019 | 2020 | 2021 | 2022 |